# Virus de la síndrome reproductiva i respiratòria porcina
El virus de la síndrome reproductiva i respiratòria porcina (en anglès PRRSV, Porcine Reproductive and Respiratory Syndrome Virus, en xinès "mal de l'orella blava" zhū láněr bìng 豬藍耳病) és l'agent causal de la síndrome respiratòria i reproductiva porcina, una malaltia infecciosa d'origen víric que emergeix per primera vegada a finals dels anys 1980 als Estats Units, essent considerada com un dels problemes més importants del sector porcí mundial. Les manifestacions clíniques estan relacionades principalment amb errors reproductius severs en truges gestants i problemes respiratoris en porcs de totes les edats, principalment garrins. Els problemes més importants es produeixen en les truges gestants i en els garrins lactants, la infecció en les truges pot resultar en anorèxia, pirèxia (febre), errors reproductius com constants retards en l'estre, repeticions, avortaments i naixements de garrins dèbils, per la qual cosa s'incrementa la mortalitat perinatal.

## Aparició
La síndrome reproductiva i respiratòria porcina va aparèixer per primer cop el 1971 a diversos estats dels Estats Units i Canadà. Posteriorment, a finals del 1990 va arribar a Europa, sorgint al nord-oest d'Alemanya i estenent-se ràpidament a  Països Baixos, Bèlgica, Itàlia, Espanya i, una mica més tard, a Gran Bretanya, França, Dinamarca i altres països d'Europa occidental. Al febrer de 1999, la síndrome reproductiva i respiratòria porcina (PRRS) va ser detectada a la República d'Irlanda per primera vegada.
A Espanya la malaltia es va detectar per primer cop a Osca el gener de 1991, degut a la importació de porcs des d'Alemanya, ordenant les Autoritats Espanyoles, el sacrifici obligatori d'aquests. Tot i així, cinc dies després la malaltia va aparèixer en dues granges que es trobaven a 500 metres del focus inicial.
La determinació de l'agent causal de la síndrome va ser complexa, agents vírics (parvovirus porcí, variant neumotròpica del virus de l'encefalomiocarditis i virus de la malaltia d'Aujesky), bacterians (Leptospira interrogans, Clamidia psitacii i Campilobacter) i inclús micotoxines (fumonisina) van ser considerades com a potencials causants.
Finalment, al juny de 1991, els investigadors de la ID- Lelystad DLO (Holanda) van aconseguir aïllar l'anomenat "virus de Lelystad", un membre de la família arterivirus, com l'agent causant del PRRS. L'aïllament es va fer mitjançant un cultiu de macròfags alveolars porcins (MAP) a partir de mostres d'animals malalts per PRRS que incloïen macerats de pulmó, cervell, amígdales i altres òrgans dels garrins de 2-10 dies d'edat, així com de plasma i sèrum de truges infectades. Als EUA el virus no va ser aïllat fins al 1992, descobrint-se ja una diferència antigènica considerable entre els aïllats americans respecte a l'europeu mitjançant la tècnica de la immunoperoxidasa en monocapa.
Tot i que inicialment només va ser detectat en alguns països, actualment el PRRS està present mundialment en la majoria de països importants en la producció porcina. Cal dir que hi ha països lliures d'aquesta malaltia com ara: Argentina, Austràlia, Cuba, Finlàndia, Nova Caledònia, Nova Zelanda, Noruega, Suècia i Suïssa. Aquests Estats tenen petites poblacions de porcí i el seu estil de producció és més tradicional i/o fa servir mètodes menys intensius en la seva producció, i realitzen menys comerç d'animals vius i productes derivats del porc.

## Estructura del Virus

### Família iCriptograma
Aquest virus es troba inclòs a la família dels Arteriviridae, una família que encara s'està reestructurant.
R/1 : S/S : V/R, O
És un virus de RNA monocatenari.
Poden tenir coberta o no tenir-ne. Les espècies que presenten coberta i càpsida, presenten una àmplia variabilitat de perllongacions.
És un virus de vertebrats i que es transmet per contacte directe o per via respiratòria.

### Mides
S'ha observat que aquest virus és esfèric i d'una mida mitjana de 62 nanòmetres que pot oscil·lar entre 45 i 80 nm. Conté una nucleocàpsida isomètrica de 25 a 35 nm encara que a vegades pot ser icosaèdrica i les seves perllongacions de la superfície són d'uns 5 nm.
És difícil de visualitzar en preparacions que continguin restes cel·lulars, però en preparacions víriques pirificades, utilitzant la tècnica de tinció negativa, apareix en forma de partícules ovoides de 50-60 nm.
Els virions (partícules víriques infectives) apareixen en talls de macròfags infectats com a partícules esfèriques de 45-56 nm amb una nucleocàpside de 30 a 35 nm i envoltades d'una membrana amb una doble capa lipídica.

#### L'Àcid Nucleic
L'àcid nucleic és un ARN de cadena senzilla de polaritat positiva d'unes 15088 parelles de bases que acaba amb una cadena d'adenines de longitud variable. S'ha vist que l'organització del genoma és similar al del virus de l'arteritis equina (VAE) que conté 8 ORFs (Open Reading Frames o fragments de lectura oberta) que se solapen entre si de les quals la ORF1a i la ORF1b ocupen part del 80% del genoma del virus i codifiquen la polimerasa vírica.
La resta del genoma està constituït per 6 ORFs petites, parcialment exposades, de les quals la que es troba a l'extrem 3' codifica la proteïna de la nucleocàpside i està precedida per una ORF que codifica una proteïna de membrana (proteïna M) molt conservada.
 En l'actualitat, es coneix la seqüència completa del virus i seqüències parcials d'altres aïllats europeus com d'aïllats americans. A més, s'han dut a terme molts treballs encaminats a la identificació i caracterització de les proteïnes del virus. Així, utilitzant els anticossos monoclonals i sèrums hiperimmunes s'han identificat diverses proteïnes en aïllats cel·lulars.

### Proteïnes Virals
Les proteïnes estructurals majoritàries del virió són:
- GP5: Glicoproteïna de la envoltuura, codificada per ORF5.
- Proteïna M: També proteïna de membrana, codificada per ORF6.
- Proteïna N: Proteïna de la nucleocàpside, codificada per ORF7.

La proteïna N és altament antigènica i la més abundant a la partícula viral, amb una regió conservada en tots els aïllats europeus i americans, la qual la converteix en candidata pel diagnòstic general de tots els aïllats.
Cada proteïna estructural posseeix determinants antigènics comuns i de tipus específic que possibiliten la diferenciació entre aïllats europeus i americans.

### Característiques físico-químiques
- Estable a temperatures de -70 i -20 °C. La infectivitat es perd lentament quan s'emmagatzema a 4 °C (es detecten encara baixos nivells de virus infecciosos fins a un mes en aquesta temperatura).
- Estable a pH 6,5- 7,5. La infectivitat del virus disminueix dràsticament a pH <6 i >7,5.

Inactivants/ Desinfectants
- Sensibles al tractament amb cloroform i èter.
- Solucions amb baixa concentració de detergents.
- Procediments de neteja i desinfecció habitual són suficients per inactivar el virus.[9]

## Variants genòmiques de PRRS

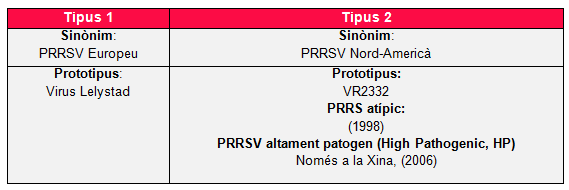
Genotips descoberts fins a l'actualitat de PRRSV

Des del seu descobriment fins a l'actualitat s'han reconegut dues variants del virus de la PRRS. Aquests genotips tenen una similitud de nucleòtids del 55-70% si comparem tot el genoma. S'ha vist que els americans mostren molta més diversitat genética, en comparació amb els europeus, que es troben genèticament molt relacionats. Els gens que presenten major taxa de variabilitat són ORF5, ORF3 i ORF4, mentre que els gens de ORF2, ORF6 i ORF7 són els més conservats.
La proteïna M del PRRSV és la més conservada, amb similitud de 94% i 100% a nivell d'aminoàcids, dins del mateix genotip (europeu o americà). Tot i així, entre ambdós genotips només hi ha el 63% d'identitat d'aminoàcids. Per altra banda, la GP5 és la proteïna més heterogènia, amb el 88-99% d'identitat d'aminoàcids entre soques del mateix continent, i el 52-55% d'identitat entre genotips. Pel que fa a les proteïnes no estructurals, codificades per l'ORF1a i ORF1b, hi ha publicacions recents que mostren que la proteïna no estructural 2 presenta una regió d'alta variabilitat (en les posicions d'aminoàcids 324 a 814) només amb 40% de similitud d'aminoàcids entre genotips europeus i americans, el que representa el gen amb la major taxa de variabilitat del PRRSV.

## Patogènia
El virus té predilecció per les cèl·lules immunitàries i causa la mort dels macròfags alveolars. En aquests, produeix un error en la seva capacitat d'alliberar un ió súper òxid i causa, a més, una reducció en la quantitat dels macròfags alveolars als 7 dies després d'adquirir la infecció i s'observen canvis de curta duració en sang circulant, amb una disminució dels limfòcits, els monòcits i els neutròfils, fins a 4 dies després de la infecció.
El virus pot difondre's des dels pulmons fins a la resta del cos mitjançant la sang, en associació amb els leucòcits o els monòcits que llavors emigraran a diversos teixits fins per convertir-se en macròfags tissular. Amb aquesta difusió, el virus pot arribar a l'aparell reproductor, conduint al desenvolupament de les mostres clíniques associades a la reproducció i que alteren la fertilitat dels animals.
Per aquestes raons, la síndrome produeix una predisposició a la infecció per Streptococcus suis tipus II i a una àmplia varietat d'agents bacterians com Haemophilus pararsuis, Actinobacillus pleuroneumoniae, Salmonellas cholerae, així com Mycoplasma hyopneumoniae i Pasteurella multocida i als agents virals implicats comunament amb el complex respiratori de la malaltia, que inclouen el virus de la grip porcina (SIV) i el coronavirus respiratori porcí (PRCV).
Durant les últimes fases de la infecció (després de 28 dies) s'intensifica profundament la funció de la immunitat humoral i de la mediada per cèl·lules, es pot produir un estímul de cèl·lules B policlòniques (augment de la mida dels ganglis limfàtics) i a vegades també dels centres germinals. Aquests efectes sobre les cèl·lules immunitàries tendeixen a produir immunosupressió en els porcs, donant com a resultat una varietat de condicions pulmonars d'índole inflamatòria, sent la lesió essencial de la PRRS: una pneumònia intersticial.

## Transmissió del virus de la PRRS
El virus de la síndrome reproductiva i respiratòria porcina té diferents mètodes de transmissió que es poden dividir en dos grans grups: els directe i els indirectes. Com a directes entenem aquells mètodes en què la malaltia es transmet directament entre individus infectats i individus sans. En canvi, els mètodes de transmissió indirectes són els que es transmeten amb els vehicles de transport o a través de fòmits, ja siguin les botes, les granotes o qualsevol tipus d'objecte que estiguin en contacte tant amb els animals infectats i posteriorment amb els sans.
Els mètodes directes de transmissió de la malaltia són els següents:

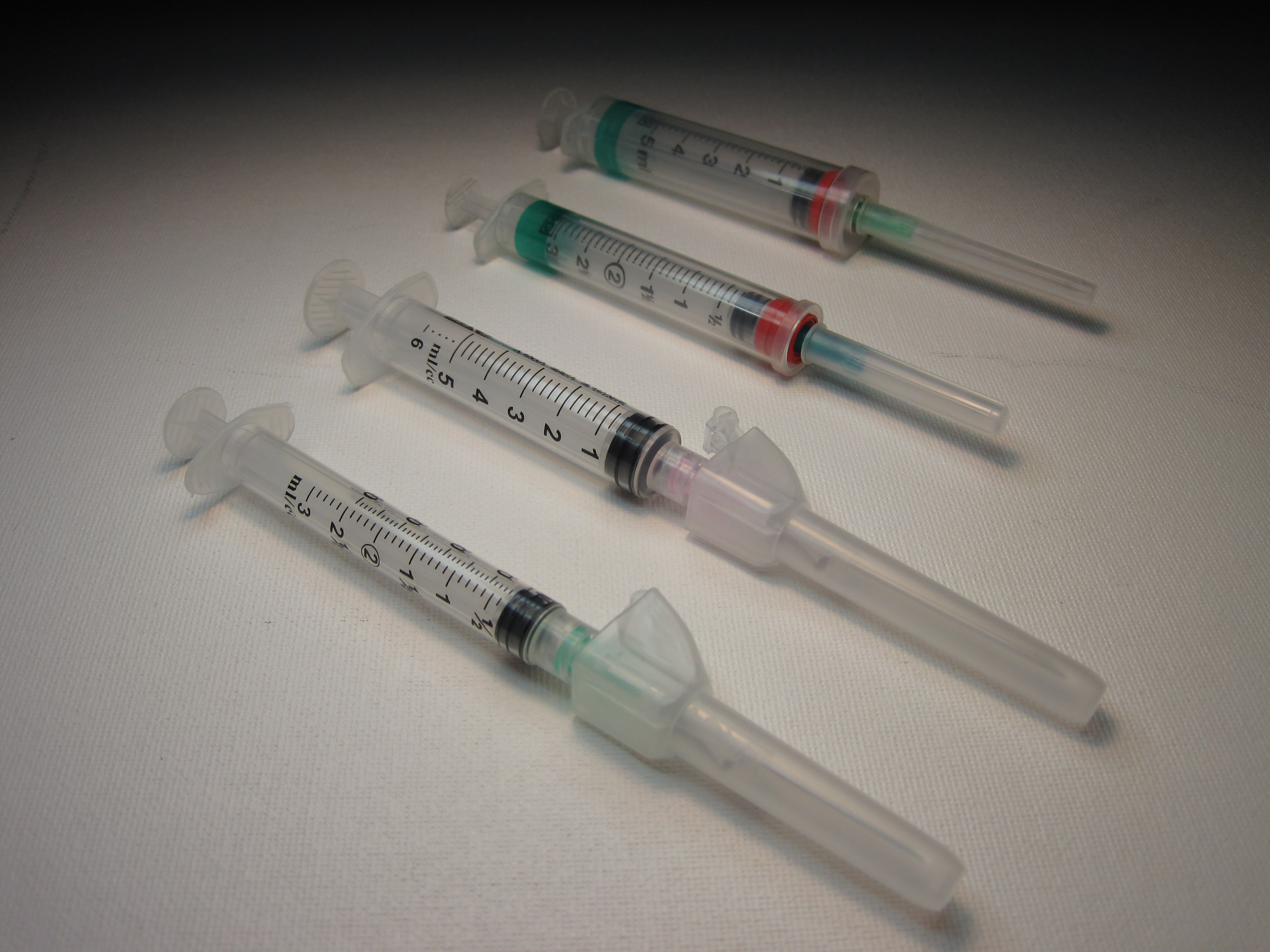
Agulles com a possibles transmissió. Fòmits

- Contacte directe entre suids infectats i sans.
- Moviment dels animals entre granges
- Via transplacentària de la mare al fetus
- Per transmissió per líquid seminal dels animals infectats

Els mètodes indirectes de transmissió de la malaltia són els següents:
- Vehicles de transport
- Roba i botes infectades
- Agulles infectades

Per altra banda, es poden trobar espècies aviàries, sobretot els ànecs, que són especialment susceptibles a infectar-se pel virus de la PRRS. Aquestes espècies van eliminant el virus pels excrements, de manera que poden ser una via alternativa de transmissió que cal tenir en compte, ja que són animals que poden entrar a les explotacions incrementant les possibilitats d'infectar els individus sans d'aquella granja.
Per finalitzar, cal tenir en compte que el virus és persistent en els animals infectats, és a dir, un animal recuperat clínicament de la infecció pot mantenir el virus, però de manera subclínica de manera que no mostra cap mena de simptomatologia. Aquests animals que es consideren sans, però en són clars portadors poden ser una via de transmissió molt efectiva pel virus, ja que no es prenen mesures en vers aquests animals i poden infectar els animals sans.

## Signes clínics
Al principi de la infecció s'observen els símptomes de qualsevol malaltia sistèmica aguda i pot afectar des d'un 5% dels animals fins a un 75%. Durant els primers dies ja es poden observar diferents signes clínics com anorèxia, hipertèrmia, dispnea i cianosi a diferents parts del cos. A partir dels següents dies té una ràpida expansió dins de l'explotació i és quan es comença a trobar la simptomatologia típica del virus del PRRS. Aquests signes clínics són força variables, però tenen principal incidència en alteracions respiratòries i reproductives. Són diferents depenent de quin sigui el sexe i en quina etapa reproductiva es trobi aquell animal en particular.

### Garrins
En garrins es pot trobar un augment de la mortalitat neonatal, augmenten els naixements d'individus més dèbils de l'habitual, poden presentar dispnea, edema a nivell palpebral o cerebral, diarrea, tremolors i un augment de la facilitat de contraure altres malalties a causa de la debilitat que mostren.

### Truges reproductores
En truges reproductores es troben uns altres símptomes. Aquest grup d'animals és força delicat, ja que repercuteix directament sobre l'economia de la granja a nivells reproductius. El que normalment es pot observar en aquest grup d'animals és anorèxia, febre, mort sobtada, cianosi a les orelles o cua. Pel que fa a nivell reproductiu és fàcil trobar un augment considerable d'avortaments, parts prematurs i disminució la fertilitat que pot perdurar durant uns mesos.

### Verros
En els verros (mascles) s'observen singles clínics diferents. Es pot veure anorèxia, somnolència i febre, una disminució de la libido i diferents problemes a nivell reproductiu, com seria menor qualitat i volum seminal i augment d'anomalies als espermatozoides que perjudiquen de manera greu el potencial reproductiu del mascle.

## Lesions

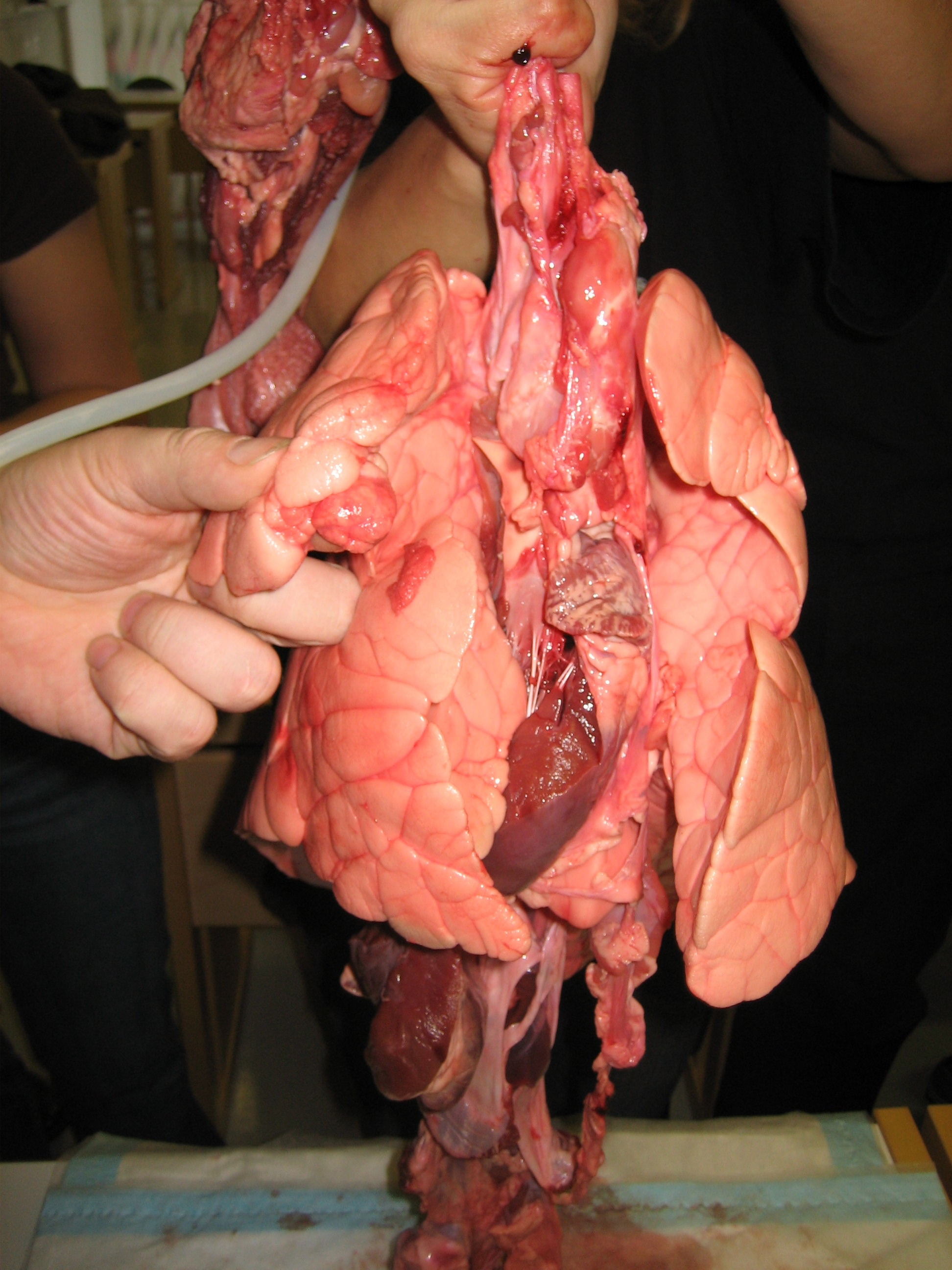
Pulmons. Principal òrgan afectat per lesions del virus de PRRS.

El virus de la síndrome reproductiva i respiratòria porcina també comporta diferents lesions tant macroscòpiques com microscòpiques. Aquestes lesions es troben sobretot en els garrins nounats i els deslletats que estan en transició.

### Garrins
Lesions als pulmons i als ganglis limfàtics. En els pulmons es veu un canvi de color i els ganglis limfàtics augmenten moderadament la mida i mostren un canvi en el color.

### Deslletats – transició
Lesions als pulmons i als ganglis limfàtics. Els pulmons també modifiquen el seu color i els ganglis limfàtics tenen un augment important de mida amb un canvi de color notable. A més a més augmenta el líquid en diferents zones del cos de l'animal, ja sigui a l'abdomen, a la cavitat toràcica i a la zona pericardíaca.

## Tractament per la PRRS
No existeix un tractament específic per PRRS, així que l'únic que es pot fer és aplicar mesures profilàctiques (apartat 8), és a dir, mesures de prevenció i control de la malaltia. També podem establir medicacions estratègiques, tant en truges a la maternitat com en garrins lactants: amb això busquem reduir l'impacte econòmic per agents secundaris (per exemple, la medicació de garrins lactants amb tulatromicina (un antibiòtic) diluïda en ferro dextrano).
D'altra banda, es pot administrar medicació simptomàtica per pal·liar els efectes de la PRRS.

## Diagnòstic de PRRS
Hi ha moltes manifestacions clíniques diferents de la malaltia el que dificulta el diagnòstic. Així doncs, per fer un bon diagnòstic cal tenir en compte dos factors importants: historial de l'explotació (signes clínics i lesions) i registres de la producció (serologia, detecció del virus...).
Normalment, es pot sospitar de la malaltia quan existeixen signes clínics de malaltia respiratòria i/o baix rendiment productiu. En una fase clínica clara de la malaltia, la duració de la mateixa pot variar entre 1-4 mesos (o fins i tot més temps), ja que depèn del velocitat amb la que es transmet la malaltia dins de l'explotació (influència del disseny de les instal·lacions, moviment dels animals, sistema de producció usat...). De vegades, l'absència de signes clínics en els animals no és significatiu de què l'explotació estigui lliure del virus. La severitat d'aquests signes clínics depèn de la soca del virus, el maneig i el sistema de producció de cada explotació.
D'altra banda, els registres seran de gran ajuda pel diagnòstic d'un PRRS actiu. Hauríem de sospita quan es doni un augment/descens en relació als valors normals de cada explotació, com per exemple:
- Increment d'avortaments (>20%)
- Increment de parts prematurs (>5%)
- Disminució de nascuts vius (>5-10%)
- Increment de la mortalitat pre-deslletament (>30%)
- Disminució de la fertilitat (>10%)
- Augment DNP (>15-20%)

En una infecció subclínica les variacions als registres s'observen especialment en truges amb pocs parts (menys de 3). Aquest fet dificulta el diagnòstic encara més.
Òbviament, el diagnòstic definitiu depèn dels resultats de mostres enviades i les corresponents tècniques de laboratori usades en la serologia i detecció del virus.

### Diagnòstic al laboratori
Les mostres haurien d'obtenir-se d'animals joves preferiblement, ja que el virus es troba en major quantitat i en períodes més llargs. Les mostres poden provenir de:
- Sang
- Sèrum
- Tonsil·les
- Pulmó
- Ganglis limfàtics
- Cor
- Ronyó
- Melsa
- Fetge

Primer es fa un aïllament víric sobre cultius de macròfags alveolars porcins, malgrat que la seva sensibilitat no és constant. En altres tipus d'aïllament també es podrien fer servir les línies cel·lulars MA-104 i les seves derivades MARC-145 i CL-2621. En els cultius infectats es desenvolupa un efecte citopàtic visible entre els 2-7 des de la inoculació, de manera que de vegades són necessaris passos addicionals del cultiu. La identificació del virus també pot ser confirmada per tècniques de detecció antigènica o PCR. Les tècniques més usades en l'actualitat per la seva detecció són: PCR, IPMA (Assaig de Immunoperoxidasa en Monocapa), ELISA i IFD (Immunofluorescència Directa) en menor mesura.
En granges reproductores, el protocol analític serà mitjançant PCR d'uns 14 garrins amb més de 21 dies de lactació amb baixos rendiments (prova dirigida a garrins amb poc pes al deslletament). Això ens donarà informació sobre la possible circulació del virus a la granja.
A la transició, a serologia mitjançant ELISA de tres edats (3,6 i 9 setmanes) amb 10 sueros per edat, ens permet veure la dinàmica dels anticossos. La combinació d'ELISA amb la PCR (pool de 3 sueros) ens donarà la informació epidemiològica adequada.
Cal tenir en compte que si a l'explotació s'ha realitzat recentment un programa de vacunació amb vacunes vives, existeix la possibilitat que els animals vacunats puguin romandre virèmics durant unes setmanes. La diferenciació entre el virus vacuna i el virus de camp és complexa i no sempre els estudis de caracterització són concloents.

## Bioseguretat per la prevenció i la disseminació de la PRRS
Per tractar aquest apartat distingirem les vies directes i indirectes de disseminació.

### Vies directes de disseminació
Com ja s'ha indicat, el porc és l'únic animal capaç d'infectar-se per PRRS. Un cop que els animals s'han infectat, el virus pot passar des dels porcs permanentment afectats als sans a través de la sang, la saliva, la llet, el calostre, l'orina, les femtes i semen. Per tant, cal tenir en compte les següents recomanacions: 

#### Aïllament
L'aïllament o quarantena és un component crucial en el programa de bioseguretat del PRRSV. Per tal que aquest es dugui a terme cal que les instal·lacions se situïn a més de 120 metres de la resta de la quadra de porcs. En una situació ideal les tindríem fora de l'explotació. Els animals acabats d'arribar haurien de mantenir-se separats de la resta durant 30 dies com a mínim. El personal de la granja hauria d'examinar diàriament a aquests animals en busca de signes clínics. El veterinari encarregat de l'explotació haurà d'estar en contacte amb el veterinari de l'explotació d'origen dels porcs, en cas de sospita d'un inici de malaltia en la població d'origen o en els animals en quarantena.

#### Anàlisis
Els nous animals s'haurien de sotmetre a anàlisis de sang 24-48 hores després de l'arribada a les instal·lacions de quarantena, així com 57 dies abans de l'entrada a la cort. Un cop infectats, l'ARN del virus pot detectar-se al torrent sanguini 24 hores post-infecció; per tant, és recomanable realitzar una prova de PCR per detectar infeccions agudes.
S'ha de realitzar un test d'ELISA a les mostres recollides en l'última etapa del període de quarantena per avaluar la presència d'anticossos contra el virus.

### Vies indirectes de disseminació
El PRRSV pot transmetre's mecànicament de diverses maneres que tractarem a continuació: 

#### Instal·lacions
Les instal·lacions porcines haurien de gestionar-se mitjançant un sistema de tot-dins-tot-fora (TD-TF), per reduir la disseminació del PRRSV des dels animals infectats de més edat als sans, encara sans. Juntament amb el sistema TD-TF, és important desinfectar les instal·lacions abans d'introduir animals susceptibles.

#### Agulles
Un cop que un porc està infectat, la quantitat de PRRSV en el torrent sanguini arriba típicament a nivells alts. Per tant, la injecció als animals de forma consecutiva utilitzant una mateixa agulla infectada pot derivar en una disseminació del virus via sanguínia. Per reduir aquest risc, es recomana canviar les agulles entre les truges durant el tercer trimestre o fer servir tecnologia "lliure d'agulles".

#### Vehicles de transport
El PRRSV pot disseminar-se entre els animals susceptibles a través del contacte amb vehicles contaminats. Per tant, igual que les instal·lacions, és crític disposar d'un rigorós protocol de neteja, desinfecció i assecat per la desinfecció de camions o vehicles de transport. Els punts de risc potencial en la cabina del camió (pedals, catifes, ...) han de desinfectar-se de forma efectiva mitjançant l'ús d'un desinfectant en esprai, com el Lysol.
Pel que fa als remolcs: tot el material orgànic (femtes, menjar, orina...) s'ha d'eliminar. Un cop net s'han d'aplicar desinfectants eficaços. S'ha de deixar un temps d'assecat. Aquest últim pas és el més important per desactivar el virus.

#### Personal
Les mans, les granotes de treball i les botes del personal també poden servir com a vehicles mecànics per al PRRSV.

##### Protocols d'entrada
- Períodes d'inactivitat: El personal haurà de dur a terme un període d'inactivitat laboral (una nit) abans d'entrar a treballar a la granja. Les investigacions han demostrat que no són necessaris períodes de descans gaire extensos per aquest patogen.
- Dutxa: eficaç per desinfectar el personal portador de PRRSV abans d'introduir-la a la granja. Cal realitzar-la cada dia.

##### Mans
- Guants: pot ajudar a prevenir la transmissió del virus. Els guants s'haurien de canviar regularment, per exemple, entre garrinades.
- Desinfecció i rentada de mans: ha de ser freqüent i amb l'ús de desinfectants amb iode (elimina el virus de les mans).

##### Granotes
Haurien d'estar disponibles en totes les instal·lacions exclusives de cada estança i s'haurien de rentar de forma rutinària. Es poden fer servir granotes d'un sol ús.

##### Botes
Haurien de ser d'un sol ús o específiques de cada estança. Mai es poden treure de la granja, s'hauran de rentar en profunditat per eliminar les femtes de les soles i també s'haurien de desinfectar.

#### Fòmits
Els fòmits contaminats, com els subministraments de la granja i els envasos, poden vehicular mecànicament el virus. Per tant, tots els subministraments que arriben a la granja han de desinfectar-se, deixant com a mínim dues hores de contacte abans de la introducció definitiva a la granja. Un mètode acceptable per reduir el risc de disseminació és el doble embolcall. Per desinfectar es recomana una barreja de quaternari d'amni + glutaraldehid (Synergize) i monopersulfat (Virkon) amb unes dilucions del 0,8% i 1%, respectivament.

#### Insectes
Les mosques i mosquits poden ser vectors mecànics pel PRRSV i poden transportar el virus a menys de 2,4 km des d'una granja infectada. El lloc d'emmagatzematge del virus dins la mosca és al tracte gastrointestinal i el ritme de disminució depèn de la quantitat ingerida i de la temperatura ambient. Per prevenir la disseminació del PRRSV a causa dels insectes es recomana les següents mesures:
- Mosquiteres. Entrades, finestres i àrees per les quals els insectes puguin entrar han de ser cobertes per mosquiteres. Cal mantenir les finestres netes.
- Insecticides. Basats en piretines són molt efectius i estan disponibles en forma d'esprais o en líquid.
- Esquer per insectes. Un exemple en són les tires QuikStrike.
- Manteniment de les instal·lacions. Tallar la gespa i eliminar les herbes que envolten l'explotació són algunes de les recomanacions més usuals.

#### Miscel·lània
Altres factors que afecten a la transmissió del PRRSV que els productors han de tenir en consideració són:

##### Carn de porc
La carn dels porcs pot emmagatzemar el PRRSV durant 7 dies com a mínim, a 4 °C, i durant mesos si es conserva a -20 °C. Per tant, no s'hauria de permetre en cap moment l'entrada de carn fresca o congelada de porc a les instal·lacions.

##### Aigües residuals
El PRRSV pot sobreviure en aigües residuals durant més de 3 dies a 20 °C i 7 dies a 7 °C. El contacte amb aigües residuals positives a PRRSV pot ser font d'infecció per als porcs sans.Per tant, els productors que utilitzen aigua reciclada en els seus protocols de gestió d'aigua tenen un risc major respecte a la introducció del virus que els que l'utilitzen de pous.

##### Eliminació de canals
El PRRSV pot inactivar-se mitjançant el procés de compostatge o d'incineració de les canals, és per això que només hauríem d'utilitzar aquests mètodes. No hauria de permetre's en cap cas l'accés dels camions que transporten aquests subproductes.

## Vacunes per la PRRS
El PRRS té diferents soques, totes amb una alta variabilitat genètica, pel que és molt complicat obtenir una vacuna realment eficaç. Cal tenir en compte, doncs, que la soca vacunal pot protegir només de forma parcial, segons el nivell de protecció de les característiques immunològiques i la variabilitat genètica de la soca vacuna i la infectiva. Així doncs, la protecció davant de soques homòlogues a la usada en la vacunació és bona, però la protecció davant soques heteròlogues és parcial o fins i tot inexistent.
En congressos, s'ha considerat que, a mitjà termini, només es podrà aconseguir immunitat amb l'ús de vacunes que es repliquin a l'animal i que l'eficàcia dependrà molt de la soca infectant. També han afirmat que les vacunes inactivades per si soles, i de forma general, no són capaces d'induir una resposta immune suficient i consideren més eficaces, en el control, les vacunes vives, sobretot en la primovacunació; veuen útil l'ús de vacunes inactivades com a dosis de record.
Actualment, excepte dues vacunes (comercialitzades a Mèxic i Estats Units), la resta de vacunes enfront del PRRS són vacunes vives o inactivades.
Les vacunes seran una mesura que, segons la circumstància de cada explotació, poden ajudar (junt amb les correctes mesures de bioseguretat i maneig) a controlar la PRRS i, fins i tot, erradicar-la de la granja.
Hi ha certa controvèrsia respecte a aquestes vacunes del PRRS, ja que la seva eficàcia no és gaire elevada. Però sí que s'ha demostrat cert efecte, ja que acurten el període de virèmia d'animals infectats, reduint la simptomatologia clínica i també serveixen com una primera barrera pel control de la malaltia.
Unes quantes publicacions, suggereixen que porcs exposats amb anterioritat al PRRS (ja sigui per la soca de camp o vacunal), responen millor immunològicament quan són vacunats amb una vacuna inactivada que amb successives exposicions al virus viu.
Alhora, algunes vacunes, que malgrat no provoquen una gran quantitat d'anticossos neutralitzants experimentalment, s'han demostrat eficaces o parcialment eficaces al camp, i la resposta de tipus cel·lular desenvolupada, encara que no impedeix la infecció, disminueix la simptomatologia clínica i la virèmia.
Així doncs, podem dir que encara falta molta més investigació per arribar a desenvolupar una vacuna realment efectiva, ja que existeixen moltes complicacions donades les característiques del virus.

### Vacunes atenuades
Sembla que indueixen major immunitat cel·lular i humoral que les inactivades, però la seva eficiència amb virus heteròlegs és insuficient. No en tots els animals vacunats apareixen anticossos neutralitzants i aquests apareixen de forma tardana (3-4 setmanes després de la vacunació). D'altra banda, la resposta cel·lular (mesura com cèl·lules productores de IFN-gamma) és baixa i de desenvolupament massa lent.

### Vacunes inactivades
En el cas de les soques americanes, la producció d'anticossos és pràcticament nul·la i pobre. No eviten la infecció en el cas d'una soca virulenta. El seu ús està més indicat per homogeneïtzar el status en granges infectades. La seva eficàcia, en general, està força qüestionada.

### Vacunes d'emergència
Quan es produeix un brot reproductiu de PRRS, la fase inicial dura 1-4 mesos, segons les característiques d la granja i l'actuació duta a terme. L'objectiu principal és minimitzar l'impacte de la malaltia, el que es pot arribar a aconseguir amb una vacuna d'emergència a les truges. Amb això, es vol induir un nivell basal d'immunitat davant del virus en totes les truges presents alhora.
Però cal tenir en compte diverses precaucions:
- Com més aviat millor, ja que el desenvolupament de la vacuna és lent (3 setmanes aproximadament). Si retrassem la vacunació, tindrem més truges infectades.
- La vacuna només és útil quan s'aplica a animals no exposats.
- S'hauria de fer amb vacunes atenuades, ja que la seva primoimmunització és més ràpida i potent. Tanmateix, cal recordar que estan vives pel que es multiplicaran i, transitòriament, la truja serà virèmica, fet que s'haurà d'incloure en els resultats de la PCR. A més, si s'aplica al final de la gestació, poden néixer garrins virèmics (encara que sense conseqüències clíniques).[16]

### Vacunació per garrins
Aquesta vacunació ha sigut controvertida durant molts anys i en molts aspectes. Cal recordar que si neixen garrins virèmics, la seva vacunació no té utilitat. S'hauria d'aplicar en granges estables davant del PRRS en les que apareix un brot després de les 6-7 setmanes de vida. Si els deslletats s'infecten abans, l'èxit de la vacuna serà molt escàs.